# Chaussure de ski

Chaussure de ski alpin

La chaussure de ski, portée par le skieur, est reliée au ski par l'intermédiaire d'une fixation de ski. Elle doit épouser et serrer le pied sans le comprimer afin de transmettre le plus fidèlement possible les mouvements des jambes et des pieds au ski.

## Description
La chaussure de ski est composée de :
- une coque : extrêmement rigide, elle est faite de plastique, enserre le pied et monte jusqu'à mi-mollet, bien que plusieurs itérations précédentes de la chaussure de ski aient connu des conceptions différentes (arrêt à la cheville ou au genou). La coque assure le maintien du pied et la transmission du mouvement. Elle doit néanmoins permettre la flexion. Les chaussures de ski peuvent être munies de coques plus ou moins rigides que le skieur choisit selon son style de ski ainsi que son niveau. Le paramètre qui permet de distinguer la flexibilité des coques s'appelle le Flexindex (ou flex) et s'étend de l'indice 20 ou 30 à 130 et 150.
- un chausson : inséré dans la coque, il assure le confort du skieur. De nos jours, le chausson peut être moulé à la forme du pied par des techniques de thermoformage et peut être chauffé en cas de grand froid.
- une semelle : la semelle d'origine peut être remplacée par une orthèse, notamment si le skieur présente des problèmes de posture ou de flexibilité majeurs, afin d'utiliser la chaussure au maximum de son potentiel.
- des crochets : fixés à la coque, ils permettent de serrer la chaussure de ski en adaptant le serrage sur les crémaillères. En principe, plus le nombre de crochets est élevé, plus le serrage permet un contrôle plus précis du ski. Les chaussures de ski comportent généralement 4 crochets qu'il convient d'utiliser en fonction de la morphologie du skieur : en effet, une chaussure qui aurait été trop serrée peut générer un inconfort voire des douleurs préjudiciables à la maîtrise et à la conduite du ski.

Pour que la chaussure soit maintenue dans la fixation, une protubérance de plastique est moulée dans la coque à l'avant et au talon de la chaussure. Ce système est utilisé par tous les manufacturiers depuis le milieu des années soixante-dix quand le monde du ski s'est concerté pour adopter une interface chaussure-fixation (le DIN, pour Deutsches Institut für Normung) facile à ajuster par les techniciens du ski.

## Déclinaisons
Il existe plusieurs types de chaussures de ski adaptés aux différentes disciplines : 
- la chaussure de ski alpin, rigide, pour les loisirs ou la compétition ;
- la chaussure de ski de randonnée, conçue sur le même principe mais plus légère, à inserts, avec une meilleure flexion facilitant les déplacements en montée ;
- la chaussure de ski-alpinisme, similaire à la chaussure de randonnée, ultra-légère, conçue pour la compétition. Certains modèles sont en carbone ;
- la chaussure de Freerando, modèle hybride semblable à ceux de ski de piste, avec languette amovible pour le débattement, à inserts permettant les courts déplacements en ski de randonnée[1] et à la rigidité adaptée aux descentes en freeride ;
- la chaussure de ski alpin dotée d'un système ski-marche permettant le ski de piste, la marche et le ski de randonnée sur de très faibles dénivelés, le concept permettant la remontée à pied de mouvements de terrain hors-pistes qui caractérisent certaines stations de ski (Canada, etc.) ;
- la chaussure de ski freestyle, dotée d'un flex très progressif, d'une talonnette de fond de coque avec shock absorber. La languette et le collier sont conçus pour amortir les impacts à l'atterrissage ;
- la chaussure de ski freeride, équipée d'un collier débrayable pour passer en mode marche, est un compromis entre la précision d'une chaussure de ski de piste et la légèreté d'une chaussure de ski-alpinisme ;
- la chaussure de télémark, de ski de randonnée nordique, de ski de fond (fond classique, skating), de saut.

## Évolution: le snowskate

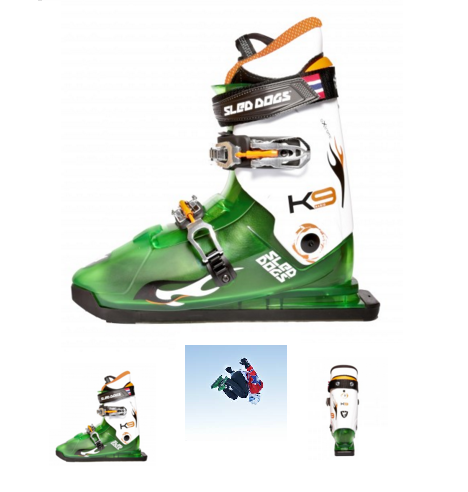
Snowkate récent

On[Qui ?] trouve également des sortes de chaussure de ski capables de skier/glisser par elle-même comme des patins à glace, le snowskate.